# Kia Ceed
La Kia cee'd est une berline compacte 5 portes du constructeur automobile sud-coréen Kia, conçue à Francfort (Allemagne) pour le marché européen et assemblée en Slovaquie. En 2007, son nom s'écrit « cee'd » (sans majuscule et avec une apostrophe) pour les deux premières générations et signifie « Communauté Économique Européenne et Design ». Elle est remplacée pour sa troisième génération par la Kia « Ceed » (avec une majuscule et sans apostrophe) à partir de 2018, qui signifie dorénavant « Community of Europe with European Design » (Communauté d'Europe avec Design Européen).
La première génération fut la première voiture à être garantie 7 ans en Europe.

## 1regénération (2007-2012)

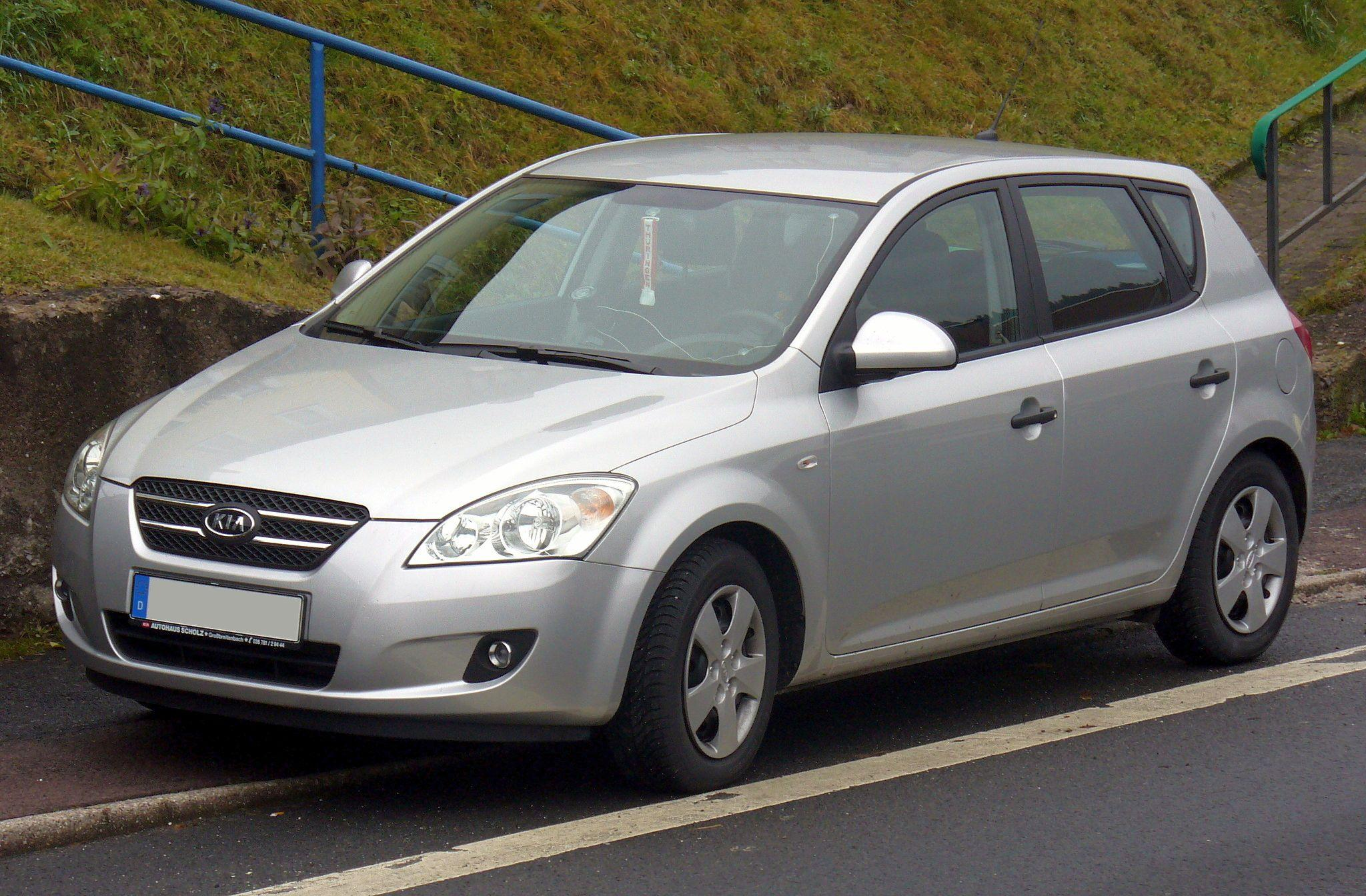
Kia cee'd I

La Kia cee'd de 1re génération succède à la Cerato, a été conçue à Francfort par Pontu Fontaeus. Elle est développée sur la même plateforme que la Hyundai i30.
Première voiture garantie 7 ans en Europe, elle est élue « Meilleure voiture » de sa catégorie en qualité et fiabilité pour les années 2009, 2010 et 2011, par le magazine automobile français L'Automobile Magazine,.
Lors de sa conception, elle a porté le nom ED, pour European Design, modifié en cee'd lors de la commercialisation.
La cee'd est le modèle le plus vendu de Kia en Europe de 2007 à 2011, allant jusqu'à représenter 44 % des ventes de la marque sur le Vieux Continent en 2008,,,,,,,,,,,.
Top Gear utilisa une Cee'd rouge de 2010 à 2013 pour son segment "star dans une voiture petit budget", Tom Cruise faillit d'ailleurs la retourner lors d'un essai.

### Motorisations
|                            | 1.4        | 1.4        | 1.4        | 1.6        | 1.6        | 1.6        | 1.6        | 2.0        | 2.0        | 1.6 CRDi          | 1.6 CRDi          | 1.6 CRDi   | 1.6 CRDi   | 1.6 CRDi   | 2.0 CRDi   |
| -------------------------- | ---------- | ---------- | ---------- | ---------- | ---------- | ---------- | ---------- | ---------- | ---------- | ----------------- | ----------------- | ---------- | ---------- | ---------- | ---------- |
| Moteur                     | 4-cyl. 16s | 4-cyl. 16s | 4-cyl. 16s | 4-cyl. 16s | 4-cyl. 16s | 4-cyl. 16s | 4-cyl. 16s | 4-cyl. 16s | 4-cyl. 16s | 4-cyl. 16s        | 4-cyl. 16s        | 4-cyl. 16s | 4-cyl. 16s | 4-cyl. 16s | 4-cyl. 16s |
| Cylindrée                  | 1396       | 1396       | 1396       | 1591       | 1591       | 1591       | 1591       | 1975       | 1975       | 1582              | 1582              | 1582       | 1582       | 1582       | 1991       |
| Puissance maximale         | 90 ch      | 105 ch     | 109 ch     | 122 ch     | 122 ch     | 126 ch     | 126 ch     | 143 ch     | 143 ch     | 90 ch             | 115 ch            | 115 ch     | 128 ch     | 128 ch     | 140 ch     |
| Couple maximal             | 137 Nm     | 137 Nm     | 137 Nm     | 154 Nm     | 154 Nm     | 154 Nm     | 154 Nm     | 186 Nm     | 186 Nm     | 235 Nm            | 255 Nm            | 255 Nm     | 260 Nm     | 260 Nm     | 305 Nm     |
| Boîte de vitesses          | BVM5       | BVM5       | BVM5       | BVM5       | BVA4       | BVM5       | BVA4       | BVM5       | BVA4       | BVM5 Ph1 BVM6 Ph2 | BVM5 Ph1 BVM6 Ph2 | BVA4       | BVM5       | BVA4       | BVM6       |
| Vitesse maximale           | 180        | 185        | 187        | 192        | 192        | 192        | 192        | 187        | 187        | 187               | 187               | 187        | 187        | 187        | 187        |
| 0-100 km/h                 | 11.6       | 12.1       | 11.5       | 10.9       | 10.9       | 10.8       | 10.8       | 10.4       | 10.4       | 14.1              | 11.7              | 11.7       | 11         | 11         | 10.3       |
| Consommation (en L/100 km) |            |            |            |            |            |            |            |            |            |                   |                   |            |            |            |            |
| Émissions de CO2 (en g/km) |            |            |            |            |            |            |            |            |            |                   |                   |            |            |            |            |

Tous les moteurs sont a chaine et en traction.

### Pro cee'd
Le modèle Kia Pro cee'd est la version 3 portes de la Kia cee'd. Elle est lancée en janvier 2008 et restylée en mars 2011 pour arborer le nouveau design Kia. Elle est née du concept car Pro_cee'd présenté à Paris au Paris Motor Show en 2006.

### cee'd SW
La Kia cee'd SW (Sport Wagon) est la version break de la cee'd, proposant un des plus grands coffres de la catégorie[réf. souhaitée]. C'est également la seule version proposant le moteur 2.0 CRDi.

## Finitions

### cee'd
- Motion (décembre 2006 - janvier 2011)
- Start (janvier 2011 - 2012)
- Style (octobre 2009 - 2012)
- Active (décembre 2006 - janvier 2011)
- Executive (décembre 2006 - juillet 2008)
- Sport (septembre 2007 - octobre 2009, janvier 2011 - 2012[18])
- GT (2012 - 2018)

### Pro cee'd
- Motion (janvier 2008 - janvier 2011)
- Start (janvier 2011 - 2012)
- Active (janvier 2008 - janvier 2011)
- Sport (janvier 2008 - octobre 2009, janvier 2011 - 2012)
- Style (octobre 2009 - 2012[18])
- GT (2012 - 2018)

### cee'd SW
- Motion (septembre 2007 - janvier 2011)
- Start (janvier 2011 - 2012)
- Style (octobre 2009 - 2012)
- Active (septembre 2007 - janvier 2011)
- Executive (septembre 2007 - juillet 2008)
- Sport (septembre 2007 - octobre 2009, janvier 2011 - 2012[18])

### Séries spéciales
- Avril 2008 : UEFA Euro 2008 (uniquement sur la berline).
- Septembre 2008 : Best (uniquement sur la berline).
- Mars 2010 : Fifa World Cup[18].

## 2egénération (2012-2018)
La Kia cee'd de seconde génération est conçue en Allemagne et dessinée par l'équipe de Peter Schreyer (ex-Audi). Elle est assemblée à Žilina en Slovaquie.
La première présentation mondiale a eu lieu au Salon international de l'automobile de Genève en 2012.
En 2015, la cee'd est restylée. Elle se contente de revoir en douceur les boucliers avant et arrière, ainsi que le motif interne de la calandre. Elle reçoit un nouvel écran tactile de 7 pouces qui propose de nouveaux services connectés.

### Motorisations
|                            | 1.4 100 ch            | 1.6 135 ch (jusqu'à 09/2015) | 1.0 T-GDI (depuis 09/2015) | 1.4 CRDi 90 ch        | 1.6 CRDi 110 ch       | 1.6 CRDi 128 ch (jusqu'à 09/2015) | 1.6 CRDi 136 ch (depuis 09/2015) |
| -------------------------- | --------------------- | ---------------------------- | -------------------------- | --------------------- | --------------------- | --------------------------------- | -------------------------------- |
| Carburant                  | Essence               | Essence                      | Essence                    | Diesel                | Diesel                | Diesel                            | Diesel                           |
| Moteur                     | 4-cyl. 16s            | 4-cyl. 16s                   | 3-cyl. turbo 12s           | 4-cyl. 16s            | 4-cyl. 16s            | 4-cyl. 16s                        | 4-cyl. 16s                       |
| Cylindrée (cm³)            | 1368                  | 1591                         | 998                        | 1396                  | 1582                  | 1582                              | 1582                             |
| Puissance maximale ch (kW) | 100                   | 135                          | 120                        | 90                    | 110                   | 128                               | 136                              |
| Puissance fiscale CV       | 6                     | 7                            | 6                          | 5                     | 6                     | 7                                 | 7                                |
| Couple maximal (N m)       | 134                   | 164                          | 171                        | 240                   | 280                   | 260                               | 280                              |
| Boîte de vitesses          | Manuelle à 6 rapports | Manuelle à 6 rapports        | Manuelle à 6 rapports      | Manuelle à 6 rapports | Manuelle à 6 rapports | Manuelle à 6 rapports             | Manuelle à 6 rapports            |
| 0-100 km/h (s)             | 12,7                  | 9,9                          | 11,1                       | 12,2                  | 10,6                  | 10,9                              | 9,8                              |
| Vitesse maximale (km/h)    | 183                   | 195                          | 190                        | 173                   | 189                   | 197                               | 197                              |
| Transmission               | Traction              | Traction                     | Traction                   | Traction              | Traction              | Traction                          | Traction                         |
| Distribution               | Chaîne                | Chaîne                       | Chaîne                     | Chaîne                | Chaîne                | Chaîne                            | Chaîne                           |
| Consommation (en ℓ/100 km) | 6,0                   | 6,1                          | 6,0                        | 4,2                   | 3,8                   | 4,3                               | 3,8                              |
| Émissions de CO2 (en g/km) | 138                   | 140                          | 115                        | 109                   | 99                    | 114                               | 99                               |
| Masse à vide (kg)          | 1179                  | 1268                         | 1204                       | 1282                  | 1289                  | 1375                              | 1289                             |

Les moteurs EcoDynamics 1.4 essence et 1.6 essence/diesel sont les premiers modèles de série sur le marché européen à intégrer le système ISG, permettant de diminuer la consommation de carburant et les émissions en CO2.

### Finitions
La cee'd existe en six finitions :
- Motion
- Style
- Active
- Premium
- GT Line

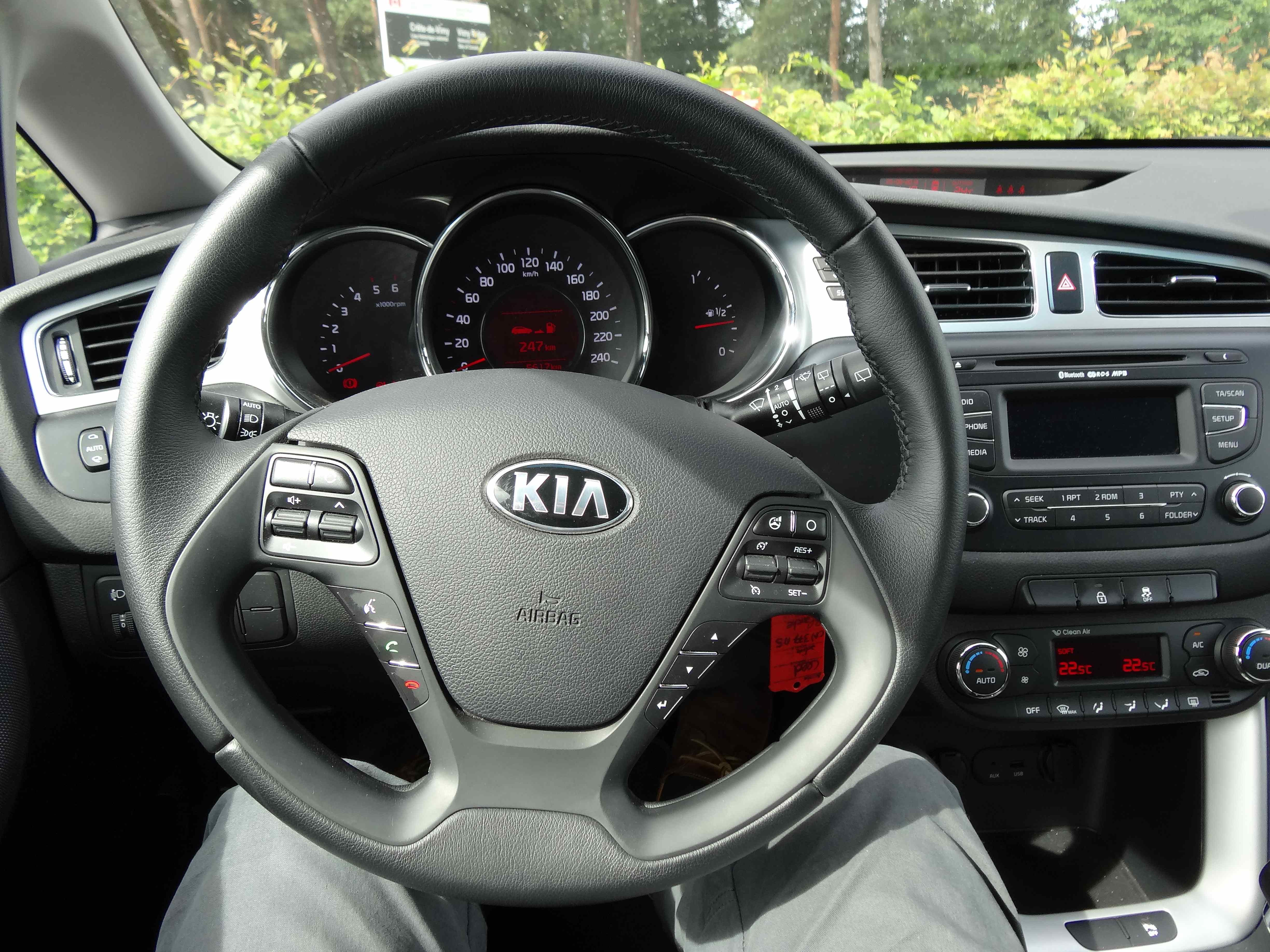
Kia cee'd II phase 1 (intérieur)

- GT (en France uniquement disponible en version Pro cee'd, c'est-à-dire 3 portes)

Tous les modèles disposent d'un ordinateur de bord, d'une boîte à gants réfrigérée, de la climatisation (manuelle sur Motion et Style, automatique sur Active et Prenium), d'une connectique audio AUX, USB et IPod et de rétroviseurs extérieurs électriques et dégivrants.

### Sécurité
Tous les modèles sont équipés de série de l'ABS EBD, de 6 airbags, d'une alarme anti-intrusion, de l'allumage automatique des feux de détresse en cas de forte décélération (ESS), de l'assistant de démarrage en côte (HAC), de l'assistant au freinage d'urgence (BAS), du contrôleur électronique de trajectoire (ESC), du régulateur de couple et assistance au contre-braquage (VSM) et de feux avant diurnes.
L'assistance de direction modulable (confort, normal, sport), les antibrouillard avant et le régulateur/limiter de vitesse sont de série dès la finition Style.
La cee'd obtient 5 étoiles au crash test EuroNCAP.
- Occupants adultes  - 32pts - 89 %
- Occupants enfants  - 43pts - 88 %
- Piétons -  22pts - 61 %
- Aide à la sécurité - 6pts - 86 %

### Pro cee'd II
|                            | 1.0 T-GDi   | 1.6 GDi/T-GDi | 1.6 GDi/T-GDi | 1.6 GDi/T-GDi | 1.6 CRDi    | 1.6 CRDi    | 1.6 CRDi    |
| -------------------------- | ----------- | ------------- | ------------- | ------------- | ----------- | ----------- | ----------- |
| Moteur                     | 3 cylindres | 4 cylindres   | 4 cylindres   | 4 cylindres   | 4 cylindres | 4 cylindres | 4 cylindres |
| Cylindrée (cm³)            | 998         | 1591          | 1591          | 1591          | 1582        | 1582        | 1582        |
| Puissance maximale ch (kW) | 120         | 135           | 135           | 204           | 128         | 136         | 136         |
| au régime de (tr/min)      | 6000        | 5300          | 5300          | 6000          | 4000        | 4000        | 4000        |
| Couple maximal (N m)       | 171         | 164           | 164           | 265           | 260         | 280         | 280         |
| au régime de (tr/min)      | 1500        | 4850          | 4850          | 1750          | 1900        | 1500        | 1500        |
| Boîte de vitesses          | BVM6        | BVM6          | BVA7          | BVM6          | BVM6        | BVM6        | BVA7        |
| Vitesse maximale (km/h)    | 190         | 195           | 195           | 230           | 197         | 197         | 200         |
| 0-100 km/h (s)             | 11.1        | 9.9           | 10.8          | 7.7           | 10.9        | 10.2        | 10.6        |
| Consommation (en ℓ/100 km) | 4.9         | 6.1           | 6.1           | 7.4           | 4.3         | 3.9         | 3.9         |
| Émissions de CO2 (en g/km) | 115         | 140           | 140           | 171           | 114         | 102         | 103         |

Le modèle Kia Pro cee'd est la version 3 portes de la Kia cee'd. Elle est lancée en février 2013 et basée sur la nouvelle cee'd.
Ce modèle se positionne en coupé sportif, vendu plus cher que la berline 5 portes. Il est motorisé en 135ch essence ou 128ch diesel.
La version GT line se distingue avec des jantes aluminium de 17 pouces, un pare choc avant ressemblant à celui de la GT, les bas de caisse, et le pare choc arrière de la GT.

#### Cee'd GT et Pro Cee'D GT
En Juillet 2013, Kia propose à la vente la version GT. La Pro Cee'D GT est la première voiture de la marque développée pour la performance et la première compacte sportive proposée par un constructeur coréen.
Elle utilise une variante du moteur T-GDi Gamma utilisé sur la marché américain dans la Hyundai Veloster Turbo mais avec un étagement de la boite différent et une suspension revue. Le couple a aussi été revu pour atteindre 265 N m disponibles sur une plage plus large de fonctionnement, ce qui lui permet de faire le 0 à 100 km/h en 7.4s, 0.4s de moins que la Hyundai Veloster Turbo. La suspension a également été revue pour améliorer le comportement sportif.
Esthétiquement, le bouclier avant est plus agressif avec une large entrée d'air, la calandre est en noir brillant avec le logo GT, le pare choc arrière intègre un diffuseur, l'intérieur bénéficie de sièges baquets cuir/alcantara Recaro, et les jantes aluminium 18 pouces sont spécifiques à la version GT.
Sur le volant, le bouton GT permet de passer le compteur en analogique qui montre le couple et la pression du turbo, et libérer le son de la ligne d'échappement.
La seule version disponible en France est la version Pro cee'd (c'est-à-dire 3 portes) mais une version 5 portes est disponible notamment en Allemagne et au Royaume-Uni.
Cette version GT évolue en 2015 avec pour modifications esthétiques un nouveau volant et de nouvelles jantes.
Au niveau mécanique, un nouveau turbo lui permet de passer de 7,7 à 7,6s au 0-100 et les disques de freins passent de 300 à 320mm.

### Cee'd SW II
La Kia Cee'd de deuxième génération a elle aussi droit à sa version SW (break) présentée également au Salon international de l'automobile de Genève en 2012.
La version présentée au salon arborait les jantes de la version GT.
En 2013 elle est disponible au catalogue.
En 2015, elle est revue légèrement.

## 3egénération (2018-)
Pour la troisième génération, la Kia cee'd change de nom en perdant son apostrophe et devient Kia Ceed en 2018.